# Бромид висмута(I)
Бромид висмута(I) — неорганическое соединение, соль металла висмута и бромистоводородной кислоты с формулой BiBr.

## Получение
- Разложение бромида висмута(III):

{\displaystyle {\mathsf {BiBr_{3}\ {\xrightarrow {990^{o}C}}\ BiBr+Br_{2}}}}

## Физические свойства
Бромид висмута(I) образует кристаллы, которые плавятся при 287 °С с разложением.